# مقاطعة لين (كانساس)
مقاطعة لين (بالإنجليزية: Lane County)‏ هي إحدى المقاطعات في ولاية كانساس، الولايات المتحدة الأمريكية.